# Mateusz Przybyła
Mateusz Przybyła est un joueur polonais de volley-ball né le 12 avril 1991. Il joue en central.

## Palmarès

### Clubs
Championnat de Pologne D2:
- 2014